# Виноградов, Василий Петрович (священнослужитель)
Васи́лий Петро́вич Виногра́дов (23 марта (4 апреля) 1885, Можайск, Московской губернии — 24 октября 1968, Мюнхен, ФРГ) — священнослужитель Православной Российской Церкви, впоследствии Русской зарубежной церкви; протопресвитер (1944); богослов и публицист.

## Биография
Родился в семье священника Вознесенской церкви Можайска (не сохранилась, на нынешней улице Карасёва); в 1899 году окончил Звенигородское духовное училище; в 1905 — Вифанскую духовную семинарию; в 1909 — Московскую духовную академию со степенью кандидата богословия.
В 1910—1928 преподавал в МДА пастырское богословие. В 1914 году защитил диссертацию на звание магистра богословия: «Уставные чтения. Уставная регламентация Чтений в Греческой церкви». Был известен своими прогрессивными взглядами, вследствие чего в 1916 году ректором епископом Феодором (Поздеевским) был переведён преподавателем словесности в Московскую духовную семинарию; после Февральской революции, по решению Совета Академии, в мае 1917 года вместе с другими прогрессивно настроенными её членами был восстановлен в составе её профессорской корпорации и в том же году был утверждён в должности внештатного экстраординарного профессора МДА по кафедре пастырского богословия.
В 1918—1922 годах — член Московского епархиального совета; с 1922 года его председатель. Был помощником ректора, открывшейся в 1918 году Православной народной академии.
Неоднократно арестовывался и находился в ссылке: в 1921 году — в Архангельске; в 1930—1934 годах — в Нагаево на Дальнем Востоке.
Рукоположён патриархом Тихоном во пресвитера с возложением золотого наперсного креста 3 февраля 1922 года. В 1923—1930 годах был настоятелем московской Тихвинской церкви в Сущёве (на Тихвинской улице; с 1928 года — митрофорный протоиерей.
В 1935—1942 годах был настоятелем Иоанновской церкви села Фёдоровское Угодско-Заводского района Калужской области; во время оккупации переехал в Вильнюс, где вплоть до 1944 года был ректором пастырских курсов, наместником Свято-Духовского монастыря.
В день занятия немецкой армией Можайска командиру 10-й танковой дивизии генерал-майору Вольфгангу Фишеру была поднесена икона. На её обратной стороне была сделана надпись, оканчивающаяся словами: «Благословляется избавивший от войны город Можайск, наш избавитель от нечестивого, большевистского ярма, господин генерал Фишер. Протоиерей, профессор Московской духовной академии. Василий Виноградов. Можайск, 18.10.1941»
Из Литвы Виноградов выехал в Австрию, где перешёл в юрисдикцию Русской Зарубежной Церкви; в 1944 году был настоятелем Никольского собора в Вене. В 1945 году переселился в Западную Германию; служил священником в Бад-Наухайме, Штутгарте, Мюнхене. Был редактором журнала «Церковные ведомости Германской епархии»; в 1951—1967 годы — настоятель Свято-Михайловской церкви в Шляйсгайме.
Скончался 24 октября 1968 года в городе Людвигсвельд под Мюнхеном (в Feldmoching-Hasenbergl), где и был похоронен.

## Опубликованные труды
- Уставные чтения (магистерская диссертация). (1914)[2].
- О некоторых важнейших моментах последнего периода в жизни и деятельности Святейшего Патриарха Тихона (1923—1925 гг.). — Мюнхен, 1959.
- In orthodoxer Schau. — Munich, 1958.
- Die Kirche unter der Herrschaft des Kommunismus. — Munich, 1960.
- Пастырское богословие. Т. 1. — Мюнхен, 1962; Т. 2. — Мюнхен, 1965.